# C'est dur d'être un homme : Le Grand Amour
Série C'est dur d'être un homme
C'est dur d'être un homme : Maman chérie
(1969) C'est dur d'être un homme : Le Millionnaire
(1970)
Pour plus de détails, voir Fiche technique et Distribution.
C'est dur d'être un homme : Le Grand Amour (男はつらいよ フーテンの寅, Otoko wa tsurai yo: Fūten no Tora) est un film japonais réalisé par Azuma Morisaki (en) et sorti en 1970. C'est le 3e des cinquante films de la série C'est dur d'être un homme.

## Synopsis
Tandis que Tora-san rend visite à sa famille, son oncle se met en tête le marier. Sur une proposition d'Umetarō Katsura, le voisin imprimeur, Tora-san accepte de rencontrer une jeune femme qui exerce le métier de servante. Lors de la rencontre, il reconnait Komako, celle-ci est en fait enceinte et a accepté la proposition de mariage par bravade envers son compagnon infidèle. Tora-san se fait l'intermédiaire pour rabibocher le couple et organise séance tenante le mariage aux frais de Toraya, le magasin de sucreries de son oncle. À la suite de quoi Tora-san se querelle avec sa famille et quitte Tokyo.
Un mois plus tard, l'oncle et la tante de Tora-san partent prendre quelques jours de repos dans une station thermale, l'onsen Yunoyama dans la préfecture de Mie. Ils découvrent avec stupéfaction que Tora-san travaille dans cet établissement tenu par une ravissante veuve, Oshizu.
Si Tora-san se targue de ne vouloir qu'aider son prochain, chacun sait qu'il est en fait amoureux de la patronne. Il aide Nobuo, le jeune frère de celle-ci à se remettre en couple avec Someko qui a été poussée par son père infirme à devenir geisha. De son côté, Oshizu prend la décision de vendre l'onsen afin de se marier avec le professeur Yoshii.
Personne n'ose annoncer la nouvelle à Tora-san.

## Fiche technique
- Titre : C'est dur d'être un homme : Le Grand Amour[1]
- Titre original : 男はつらいよ フーテンの寅 (Otoko wa tsurai yo: Fūten no Tora?)
- Titres anglais : Tora-san, His Tender Love[2]
- Réalisation : Azuma Morisaki (en)
- Scénario : Yōji Yamada, Shun'ichi Kobayashi (ja) et Akira Miyazaki (ja)
- Photographie : Tetsuo Takaha (ja)
- Montage : Yoshi Sugihara
- Musique : Naozumi Yamamoto
- Décors : Kiminobu Satō
- Producteur : Tsutomu Kamimura
- Sociétés de production : Shōchiku
- Pays de production :  Japon
- Langue originale : japonais
- Format : couleur — 2,35:1 — 35 mm — son mono
- Genres : comédie dramatique ; romance
- Durée : 90 minutes[3] (métrage : sept bobines - 2 459 m[3])
- Dates de sortie :
  - Japon : 15 janvier 1970[3]
  - États-Unis : 20 octobre 1973[2]

## Distribution
- Kiyoshi Atsumi : Torajirō Kuruma / Tora-san
- Chieko Baishō : Sakura Suwa, sa demi-sœur
- Shin Morikawa (ja) : Ryūzō Kuruma, son oncle
- Chieko Misaki (ja) : Tsune Kuruma, sa tante
- Gin Maeda (en) : Hiroshi Suwa, le mari de Sakura
- Michiyo Aratama : Oshizu, propriétaire de l'onsen Yunoyama
- Kenzō Kawarasaki (ja) : Nobuo, son jeune frère
- Yoshiko Kayama (ja) : Someko
- Tokue Hanasawa (ja) : Seitarō Sakaguchi, son père
- Masumi Harukawa (ja) : Komako
- Bokuzen Hidari  : Toru, employé de l'onsen Yunoyama
- Akiko Nomura (ja)  : Osumi, employée de l'onsen Yunoyama
- Shinji Takano (ja) : M. Yoshii
- Gajirō Satō (ja) : Gen
- Hisao Dazai (ja) : Umetarō Katsura, le voisin imprimeur
- Kirin Kiki : une servante orpheline
- Chishū Ryū : Gozen-sama, le grand prêtre

## Distinction
Sauf indication contraire, les informations mentionnées dans cette section peuvent être confirmées par la base de données cinématographiques IMDb,  présente dans la section « Liens externes ».

### Récompense
- 1984 : Huabiao Film Award de la meilleure adaptation de film étranger